# Marta aneb Trh v Richmondu
Marta aneb Trh v Richmondu ((německy) Martha oder Der Markt zu Richmond) je opera Friedricha von Flotow na libreto Friedricha Wilhelma Riese z roku 1847.
Opera byla poprvé uvedena ve Vídni v Divadle u Korutanské brány dne 25. listopadu 1847.

## Osoby
| Lady Harrieta Durhamová / Martha                       | soprán      |
| Nancy, její důvěrnice / Julia                          | mezzosoprán |
| Lord Tristan Miklefort, její strýc                     | bas         |
| Lyonel                                                 | tenor       |
| Plumket, bohatý nájemce dvora                          | basbaryton  |
| Notář richmondský                                      | bas         |
| účastníci trhu v Richmondu, účastníci královského honu | sbor        |

## Obsah opery
Děje se v Richmondu a jeho okolí v roce 1710.

### První jednání
V zámku lady Durhamové.
Lady Harriet Durhamová, dvorní dáma královny Anny, je unavena životem u dvora a zklamána dotěrnými nápadníky. Proto se uchýlila na svůj zámek, kde jí dělá společnost její důvěrnice Nancy a strýc lord Tristan Miklefort. Pod okny zámku procházejí venkovské dívky, které jdou na trh do Richmondu. Harriet a Nancy se chtějí pobavit a v převleku za venkovská děvčata se vypraví rovněž na tržiště. K převleku dámy donutí i Lorda Mikleforta.

#### Proměna
Trh v Richmondu.
Na tržišti sedláci najímají služebné a děvečky. Dívky před sedláky vychvalují své dovednosti a ti je najímají. Je tu také bohatý statkář Plumket se svým přítelem Lyonelem. Toho přijal Plumketův otec jako neznámého nalezence. Jediné svědectví o Lyonelově minulosti je drahocený prsten, který má v případě nejvyšší nouze ukázat královně.
Lady Harriet pod jménem Marta a Nancy jako Julie se pro svou zábavu zařazují mezi děvčata, která hledají službu. Lord Tristan zabloudil v davu a nemohl jim v tom zabránit. Plumket a Lyonel jsou okouzleni krásou divek a najímají je. Podle zvyku potvrzeního královnou Annou, musí dívka, která přijme na trhu od nájemce zálohu, ve službě setrvat nejméně jeden rok. Když to dívky zjistí, jsou zděšeny a nemůže jim pomoci ani lord Tristan.

### Druhé jednání
Plumketův statek.
Plumket i Lyonel se rychle zamilují do svých nových služek. Pokouší se jim vysvětlit jejich povinnosti, ale obě divky s těmito pracemi nemají žádné zkušenosti. Nakonec tedy sami sedláci usedají ke kolovratům a ukazují služkám, jak mají tkát. Marta ale zazpívá píseň Poslední růže léta, která oba muže dojme. Přejí tedy dívkám dobrou noc a odcházejí. Dívky ale za pomoci lorda Tristana uprchnou. Tím ale porušily smlouvu a na jejich dopadení je vypsána odměna.

### Třetí jednání
Hospoda v lese.
V lesní hospodě sedí Plumket, když v tom se přiblíží královnina lovecká družina. Nancy se od ní oddělila a potkala Plumketa. Ten ji poznává a připomíná jí její služebný závazek. Nancy přivolává na pomoc svou loveckou družinu a Plumketa zahání.
Lyonel se v lese setkává s Harriet a vyznává jí lásku, ona jej ale odmítá a rovněž přivolává na pomoc strýce Tristana. Lyonel pohoršen Harrietiným chováním odhaluje její jednání na richmondském trhu. Tristan jej prohlásí za šílence a nechá ho pro urážku šlechtičny poslat do vězení. Lyonel stačí předat svůj prsten Plumketovi se žádostí, aby jej předal královně.

### Čtvrté jednání
Světnice v Plumketově dvoře.
Královna podle prstenu poznává, že Lyonel je synem lorda Derbyho, který byl kdysi neprávem obviněn a odsouzen. Je tedy uznán jeho právoplatným dědicem. Lady Harriet se stydí za to, jak se k němu chovala, a chce se Lyonelovi omluvit. Ten ji ale odmítá, protože si myslí, že se o něj zajímá pouze kvůli této změně. Harriet je tím zdrcena.
Plumket a Nancy, kteří se již zasnoubili, se rozhodnou, že svým přátelům se smířením pomohou.

#### Proměna
Trh v Richmondu.
Lady Harriet a Nancy jsou opět v převleku za venkovské dívky na trhu v Richmondu. Harriet potkává Lyonela a vyznává mu lásku a je ochotna se zříci svého postavení. Lyonel si uvedomuje, že Harriet skutečně miluje a milenci se smíří. Z toho se radují Plumket a Nancy a ostatní účastníci trhu oběma párům milenců blahopřejí.

## Inscenační historie
Premiéra opery proběhla ve vídeňském Divadle u Korutanské brány (Theater am Kärntnertor) dne 25. listopadu 1847.
V Národním divadle v Praze byla opera uvedena celkem 3x, a to v sezónách 1884 - 1885 (4 představení), 1889 - 1889 (2 představení) a 1943 - 1944 (6 představení).
Národní divadlo Brno uvedlo operu v sezóně 2004/2005. Dirigent: Milan Kaňák, režie: Jaromír Brych, premiéra: 25. února 2005.

## Nahrávky
- 1977 Lucia Popp (Lady Harriet Durham), Doris Soffel (Nancy), Siegfried Jerusalem (Lyonel) Karl Ridderbusch (Plumkett), Siegmund Nimsgern (Lord Tristan Mickleford); Orchestr a sbor Bavorského rozhlasu, dirigent Heinz Wallberg, RCA 74321 32231 2
- 2018 Friedrich von Flotow: Martha aneb Trh v Richmondu. Osoby a obsazení: Lady Harriet Durham (Maria Bengtsson), Nancy, její kamarádka (Katharina Magiera), Lord Tristan Mickleford, Harrietin otec (Barnaby Rea), Lyonel (AJ Glueckert), Plumket (Björn Bürger), Soudce v Richmondu (Franz Mayer), Tři služebné (Julia Heße, Svea Verfürth, Nicolai Klawa), Pachtýři (Gerhard Singer, Michaela Schaudel), Sluhové (Johannes Lehner, Thomas Charrois, Cheol Kang), Bubeník (Georg Hromadka). Sbor opery ve Frankfurtu, Frankfurter Opern- und Museumsorchester. Představení řídí Sebastian Weigle.[3]